# The Palazzo Las Vegas
The Palazzo Las Vegas alternativt The Palazzo Resort Hotel Casino är både ett kasino och ett hotell som ligger utmed gatan The Strip och på tomten för kasinot The Venetian Las Vegas i Paradise, Nevada i USA. Den ägs av Vici Properties och drivs av Apollo Global Management. Hotellet har totalt 3 064 hotellrum.
I oktober 1998 hade Las Vegas Sands köpt 4,6 hektar intilliggande mark till The Venetian med syftet att uppföra ett till kasino och hotell. Det tog sex år innan de började riva och göra ordning marken och i september inleddes bygget av The Palazzo. Hotellverksamheten invigdes inofficiellt den 28 december 2007 och övrig verksamheter, även det inofficiellt, två dagar senare medan den officiella invigningen skedde den 17 januari 2008. Bygget kostade totalt $1,9 miljarder att färdigställa.
Hotellet tilldelades mellan 2009 och 2014 AAA Five Diamond Award från American Automobile Association (AAA). Sedan 2014 har hotellet avböjt ytterligare AAA-inspektioner.
Den 22 februari 2022 sålde Las Vegas Sands princip alla sina större tillgångar i Nevada och USA, det vill säga The Palazzo, The Venetian Convention and Expo Center, The Venetian Las Vegas, The Venezia samt sin del av MSG Sphere at The Venetian, till Vici Properties för fyra miljarder dollar. Riskkapitalbolaget Apollo Global Management förvärvade facility management-rättigheterna till tillgångarna för 2,25 miljarder dollar.